# Sweltsa townesi
Sweltsa townesi är en bäcksländeart som först beskrevs av William Edwin Ricker 1952.  Sweltsa townesi ingår i släktet Sweltsa och familjen blekbäcksländor. Inga underarter finns listade i Catalogue of Life.

## Bildgalleri

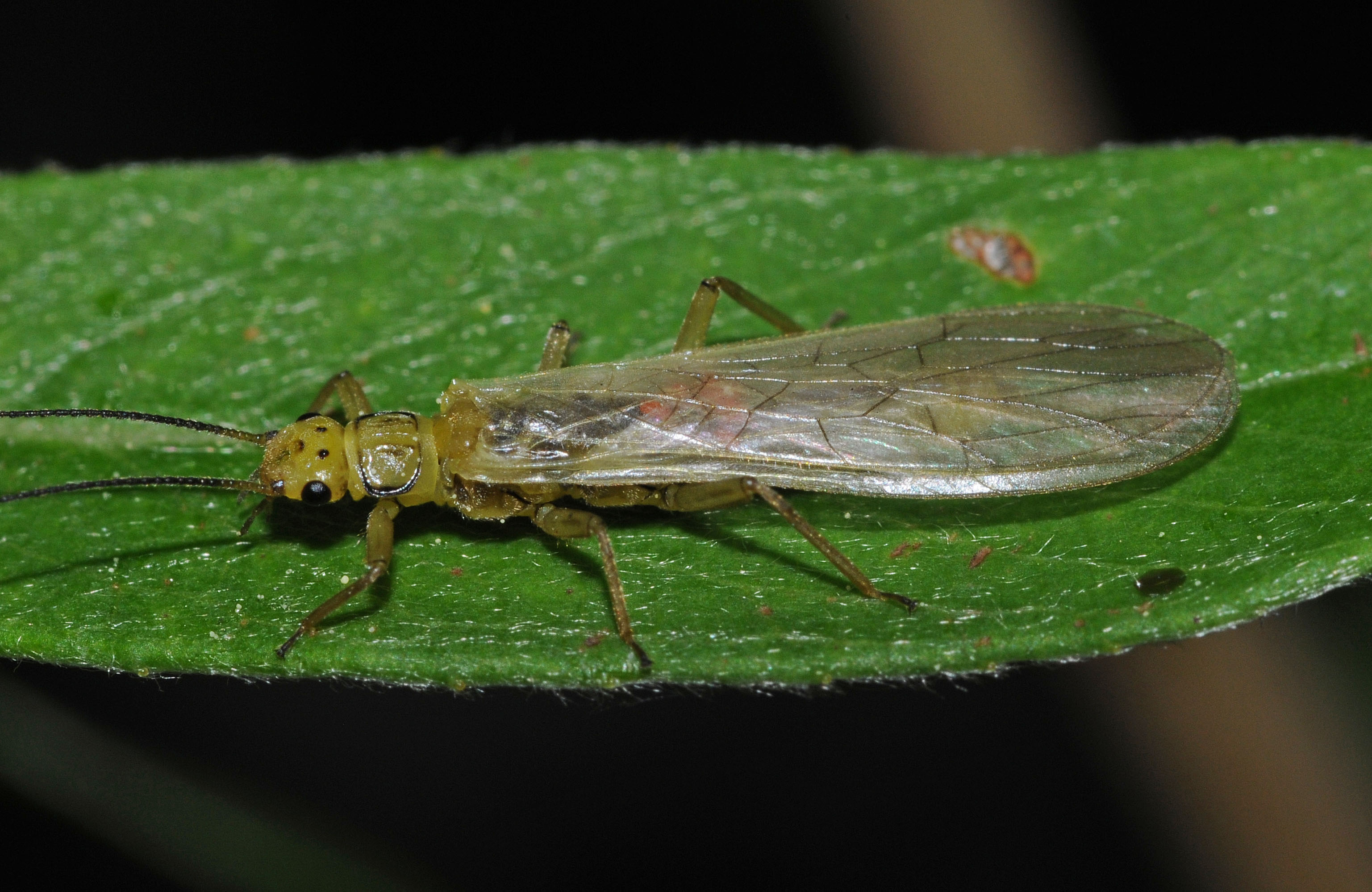